# Celastrus paniculatus
Celastrus paniculatus es una liana leñosa conocida comúnmente como planta del aceite negro, ("climbing staff tree"), y planta del intelecto. La planta crece en toda la India en las elevaciones de hasta 1800 m. El aceite de las semillas se utiliza en la medicina tradicional hindú unani y ayurvédica.

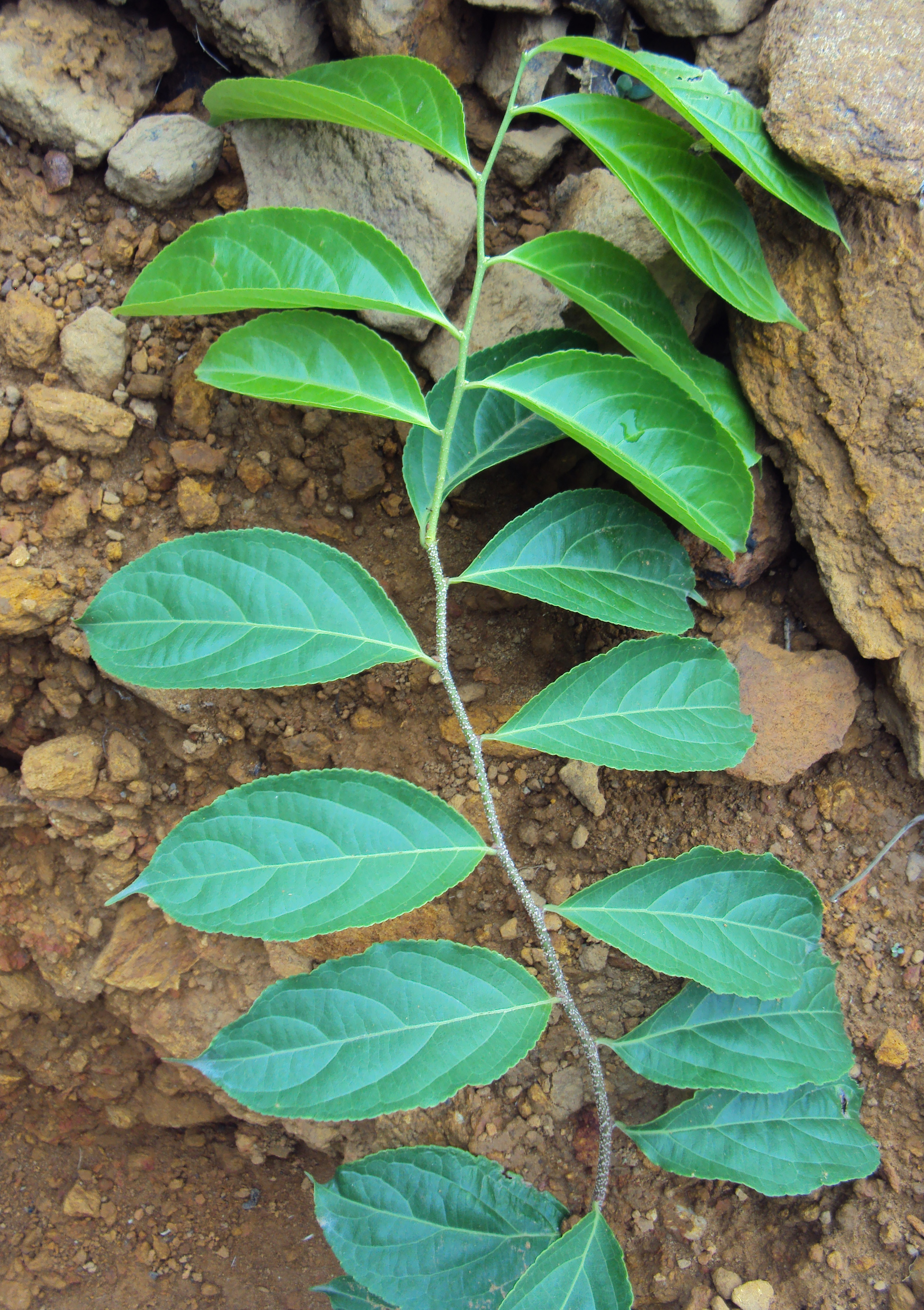
Hojas

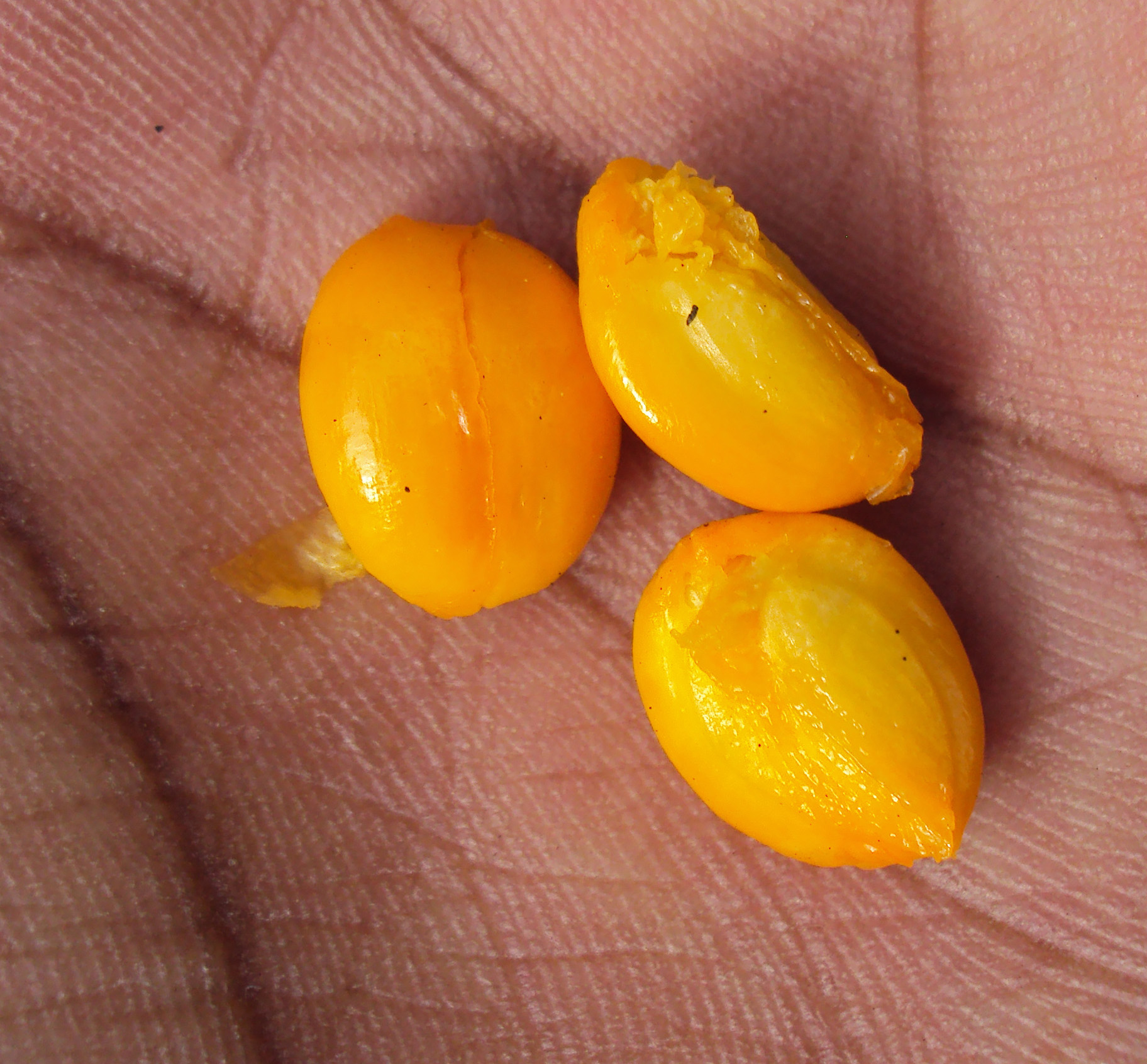
Semillas

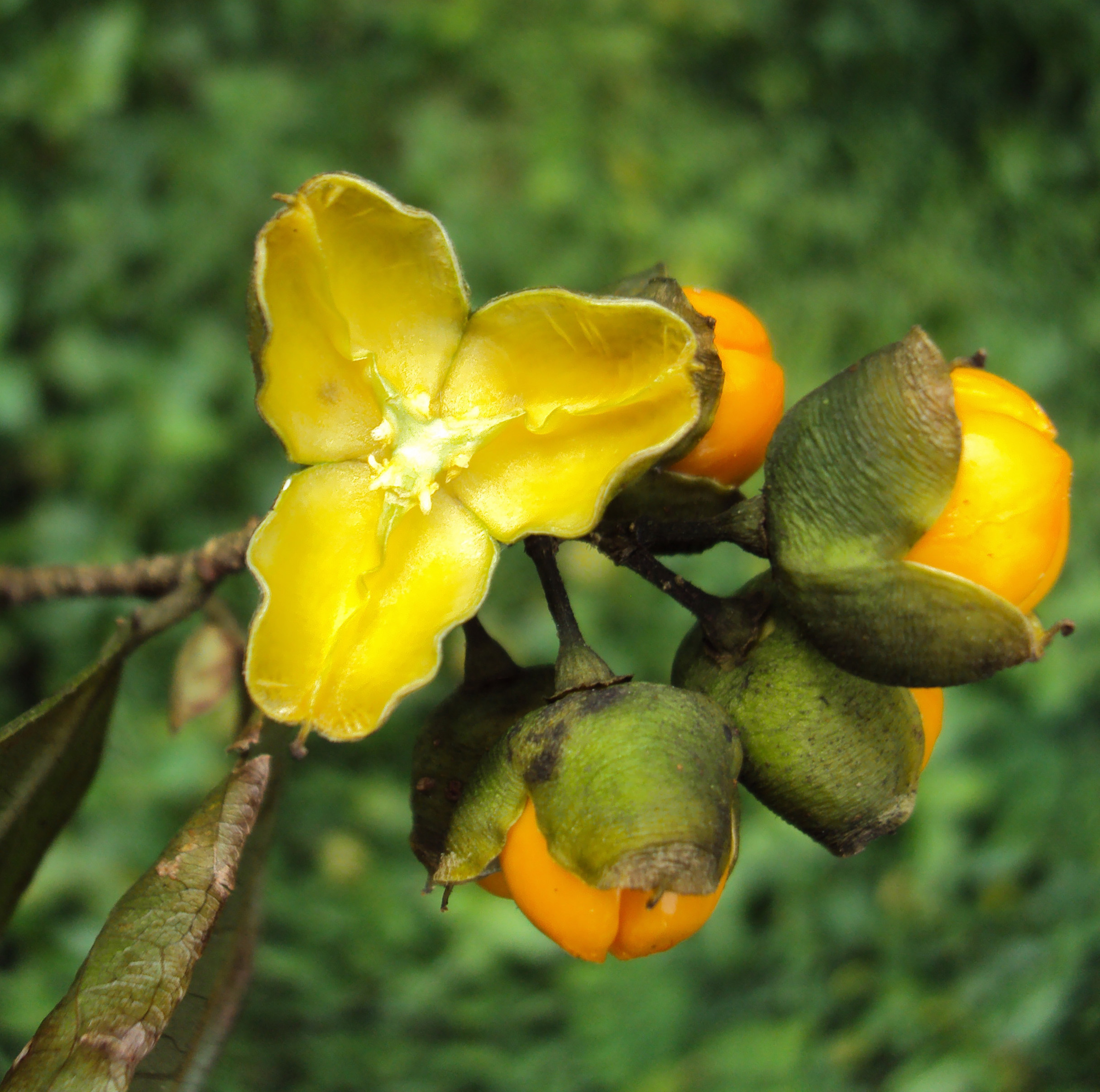
Flores

## Descripción
C. paniculatus es una planta trepadora caducifolia con tallos de hasta 10 centímetros de diámetro y 6 metros de largo, con ásperas cortezas de color marrón pálido. Las hojas son simples, anchas y ovaladas, con los márgenes dentados. El árbol de intelecto, o Celastrus paniculatus, es un arbusto trepador, también conocido como malkangani, que se encuentra en toda la India. 

## Propiedades medicinales
Las semillas contienen ácidos grasos y alcaloides, con acción sedante y antidepresiva. El botánico M. Daniel asegura que las semillas se usan para agudizar la memoria, y los practicantes del Ayurveda también utilizan el aceite de la semilla como un tónico para el cerebro y como un tratamiento para la pérdida de la memoria. La capacidad del celastrus paniculatus para mejorar la pérdida de memoria y aumentar su rendimiento, puede ser debida a sus propiedades neuroprotectoras, antioxidantes y su actividad colinérgica.

## Taxonomía
Celastrus paniculatus fue descrita por Carl Ludwig Willdenow y publicado en Species Plantarum. Editio quarta 1: 1125. 1797.
Variedades
- Celastrus paniculatus subsp. multiflorus (Roxb.) D.Hou
- Celastrus paniculatus subsp. serratus (Blanco) D.Hou

Sinonimia
- Catha paniculata Scheidw.
- Ceanothus paniculatus Roth
- Celastrus alnifolius D.Don
- Celastrus euphlebiphyllus (Hayata) Makino & Nemoto
- Celastrus euphlebiphyllus (Hayata) Kaneh.
- Celastrus metzianus Turcz.
- Celastrus nutans Roxb.
- Celastrus pubescens Wall.
- Celastrus rothianus Schult.
- Diosma serrata Blanco
- Euonymus euphlebiphyllus Hayata
- Scutia paniculata G.Don[10]